# 미카엘 앙케르

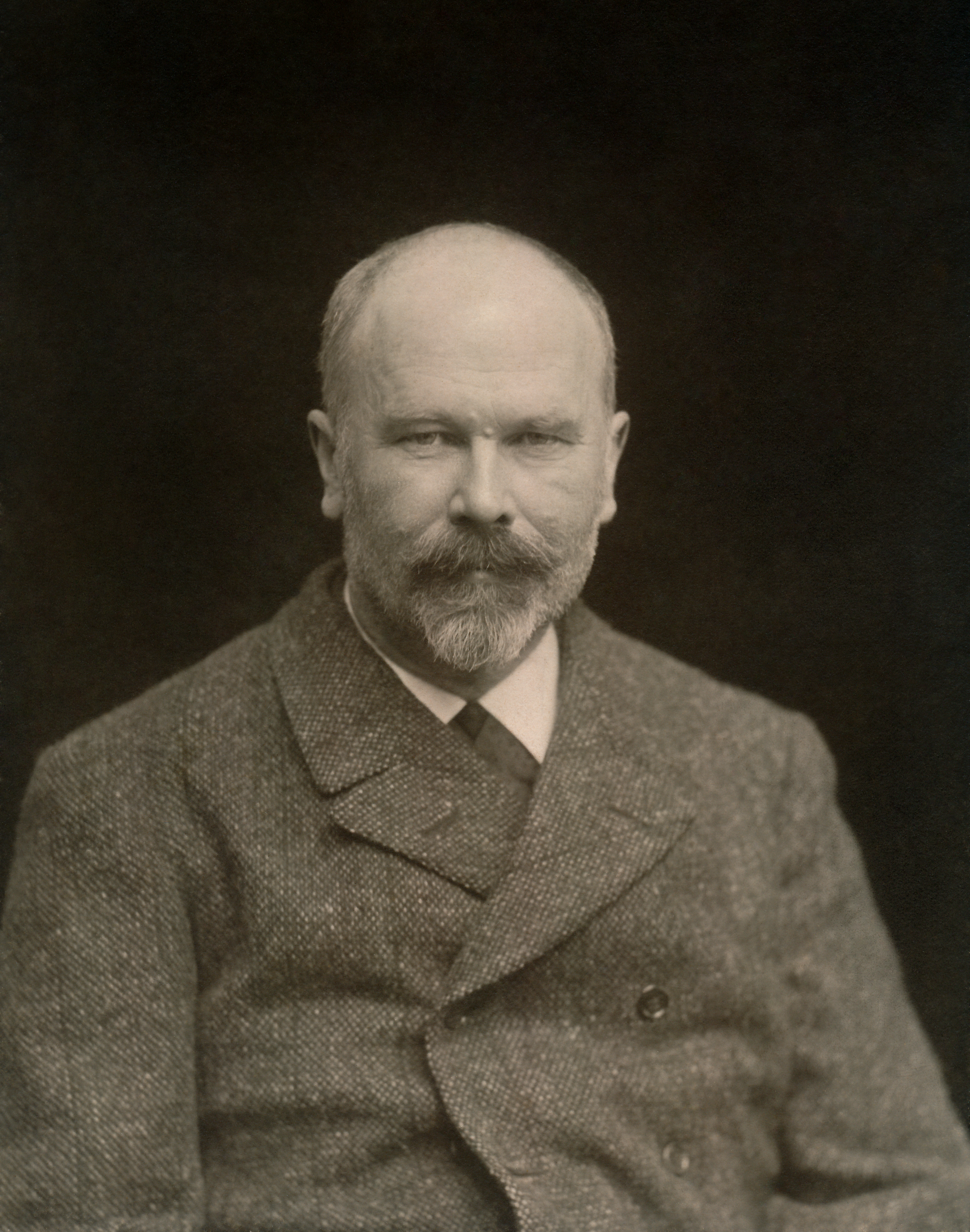
미카엘 앙케르

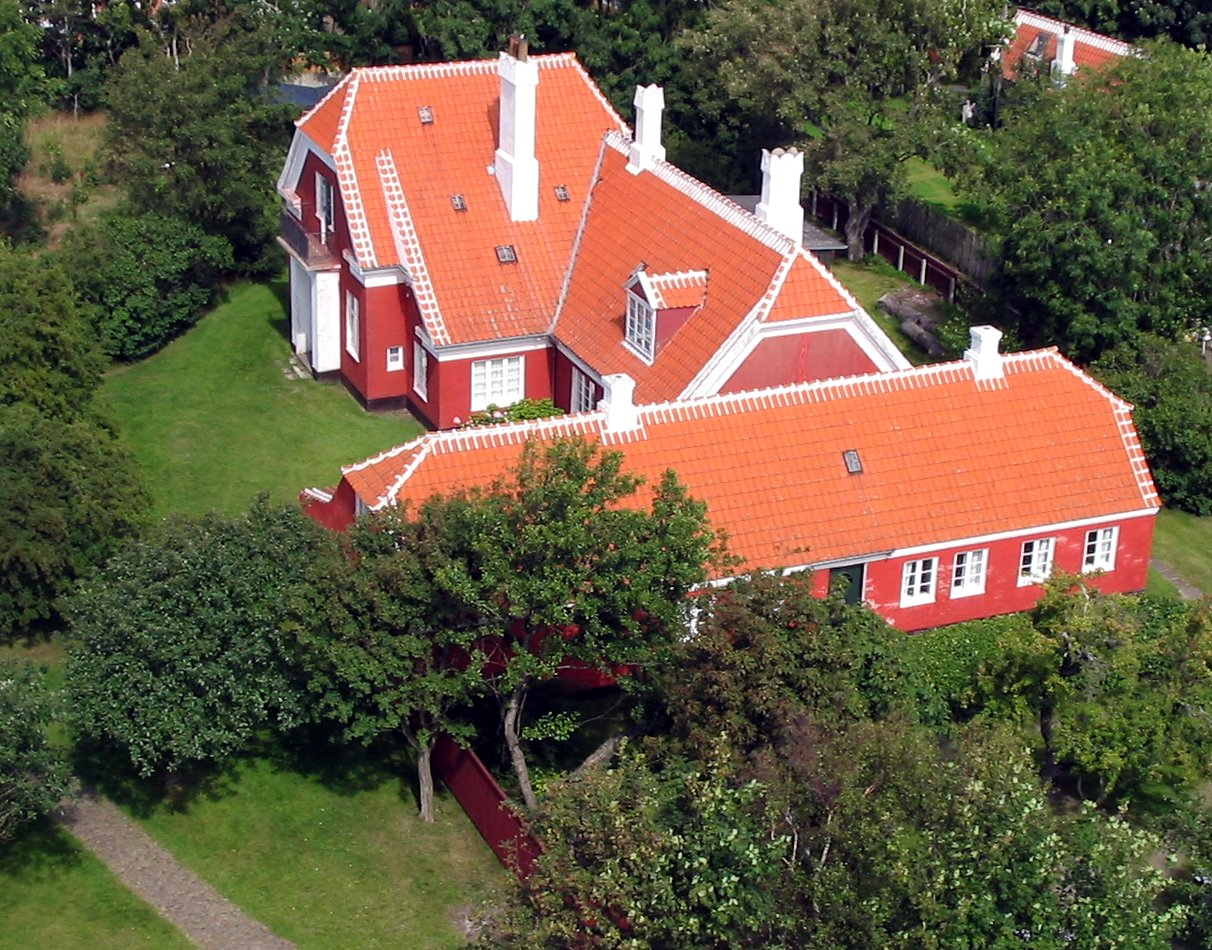
스카겐에 위치한 아나 앙케르-미카엘 앙케르 부부의 저택

미카엘 페테르 앙케르(덴마크어: Michael Peter Ancher, 1849년 6월 9일 ~ 1927년 9월 19일)는 덴마크의 화가이다.

## 생애
덴마크 보른홀름섬에 위치한 루츠케르(Rutsker) 마을에서 상인의 아들로 태어났다. 어린 시절에는 뢰네(Rønne)에 위치한 학교에서 교육을 받았지만 아버지가 재정난에 시달리면서 중등교육을 포기하게 된다. 1871년에는 덴마크 왕립 미술 아카데미에서 회화 교육을 받았지만 1875년에 중퇴하고 만다.
1874년에는 윌란반도 북부에 위치한 예술가들의 집단 거주 구역인 스카겐(Skagen)을 처음으로 방문했다. 스카겐에 정착한 미카엘 앙케르는 브뢰눔스 호텔(Brøndums Hotel)을 정기적으로 방문하면서 여러 예술가들과 함께 의견을 교환했다. 1880년에는 아나 앙케르(Anna Ancher, 본명은 아나 크리스티네 브뢰눔(Anna Kirstine Brøndum))와 결혼했다.
아나 앙케르-미카엘 앙케르 부부는 스카겐에 가든 하우스(Garden House) 스튜디오를 설립했고 1883년에는 딸인 헬가 앙케르(Helga Ancher)를 출산했다. 미카엘 앙케르의 그림은 스카겐의 주민들과 어부들의 일상생활을 소재로 한 경우가 많은 편이며 고전주의와 사실주의 양식을 결합한 것이 특징이다.
1967년에는 아나 앙케르-미카엘 앙케르 부부가 거주하던 저택이 박물관으로 개조되었다. 1997년에 발행된 덴마크의 1,000 크로네 지폐에는 아나 앙케르-미카엘 앙케르 부부의 초상화가 그려져 있다.